# سوپرمن ۶۴
سوپرمن ۶۴ یا ماجراهای جدید سوپرمن (به انگلیسی: The New Adventures of Superman) یک بازی ویدئویی در ژانر سکوبازی و ماجراجویی است که در سال ۱۹۹۹ توسط تیتاس اینترکتیو برای نینتندو ۶۴ منتشر شد. این بازی که براساس انیمیشن سوپرمن: مجموعه پویانمایی است، همواره به عنوان بدترین بازی جهان یاد می‌شود.

## گیم پلی
این از یک شهر کوچکی (متروپلیس) تشکیل شده بود که به دلیل خام بودن گرافیک و مسائل فنی، تمامی سطوح مملو از مه بود و همچنین سوپرمن هرگز نمی‌توانست روی زمین راه برود و در طول بازی در هوا معلق می‌ماند. او باید در بسیاری از مراحل از تعدادی حلقه رد شود که به دلیل کنترل‌های غیر استاندارد، این بازی را به سمت نابودی کشاند. ما شاهد هیچ گونه هیجانی در بازی نبودیم و به همین دلیل یکی از کسالت آورترین بازی‌های جهان خلق شد.

## نسخه کنسل شده
این بازی قرار بود برای پلی استیشن یک پورت شود. اما به دلیل از دست دادن مجوز سازندگان، این نسخه کنسل شد. اما نسخه کنسل شده پس از ۲۰ سال توسط سازندگان در یک جشنواره گیم، در دسترس گیمر ها قرار گرفت! کسانی که نسخه پلی استیشن یک رو بازی کردند، ادعا می‌کنند که بسیار بهتر از نسخه اصلی است. زیرا ۹۸ درصد این نسخه توسط سازندگان تکمیل شده بود. اما با این حال انتقاداتی راجع به فضاهای بیش از حد بسته و اکشن ضعیف وارد شد.

## بازخوردها
| گردآورنده  | امتیاز |
| ---------- | ------ |
| گیم‌رنکینگز | 23%    |

| ناشر                    | امتیاز  |
| ----------------------- | ------- |
| آل‌گیم                   | [ ۵ ]   |
| کنسولز +                | 55%     |
| الکترونیک گیمینگ مانثلی | 8/40    |
| ئی‌پی دیلی               | 3/10    |
| گیم اینفورمر            | 1.25/10 |
| گیم رولیشن              | F       |
| گیم‌اسپات                | 1.3/10  |
| هایپر                   | 10%     |
| آی‌جی‌ان                  | 3.4/10  |
| Jeuxvideo.com           | 9/20    |
| مگا فان                 | 9%      |
| مجله ان۶۴               | 14%     |
| نکست جنریشن             | [ ۱۷ ]  |
| نینتندو پاور            | 4.7/10  |
| مجله رسمی نینتندو       | 49%     |
| سوپر گیم پاور           | 3.8/5   |
| ویدئو گیمز (آلمان)      | 21%     |

| ناشر | جایزه                                    |
| ---- | ---------------------------------------- |
| EGM  | Biggest Gaming Industry "Slick Disaster" |